# (7991) Kaguyahime
(7991) Kaguyahime (1981 UT7) – planetoida z pasa głównego asteroid okrążająca Słońce w ciągu 5,56 lat w średniej odległości 3,14 j.a. Odkryta 30 października 1981 roku.